# Karibská deska

mapa tektonických desek

Karibská deska je tektonická deska převážně tvořená oceánskou zemskou kůrou nacházející se v regionu Střední Ameriky a Karibiku severně od jihoamerického kontinentu.
Její plocha činí přibližně 3,2 milionu km², dotýká se desky Nazca, Severoamerické, Jihoamerické a Kokosové desky. Na hranici s Kokosovou deskou dochází k subdukci. Na styku s těmito okolními deskami probíhá v různé intenzitě seismická činnost (zemětřesení, sopečné erupce, ojediněle i tsunami). Touto činností jsou ohroženy především některé státy Ameriky a Karibiku, například Costa Rica.
Zlom mezi Karibskou a Severoamerickou deskou probíhá údolím řeky Motagua v Guatemale, dále pokračuje Kajmanským příkopem jižně od Kuby, linie se dále táhne severně od ostrovů Hispaniola a Portoriko. Zde se nalézá Portorický příkop. Pak se stáčí na jih do oblouku Malých Antil.
Na severu desky se nachází také několik mikrodesek. Složení karibské desky se velice liší od ostatních desek v oblasti. Ostrovy, které se na desce nacházejí jsou velice rozličného složení.
Karibská deska částečně tvaruje Venezuelské Andy.

## Geologické složení
Oblast Velkých Antil jsou geologicky starší, neboť sopky v oblasti chrlily lávu již ve starší křídě. Oblast Malých Antil je výrazně mladší, neboť vznikaly sopečnou činností, která probíhala v oligocénu. Suterénní horniny v oblasti Chortis a Sluna, které se nacházejí na území států Honduras, Nikaragua a Salvador jsou tvořeny především fylitickými a grafitickými horninami, které místy obsahují také křemence. Horniny jsou pravděpodobně z období paleozotického, avšak vzhledem k jejich složení je nelze datovat přesně.

## Historie
Předpokládá se, že pohyby, které vedly ke vzniku Karibské desky začaly v kenozoiku, ale historie desky je stále v diskuzích.Karibská deska se stále pohybuje, a to rychlostí přibližně 10 mm/rok.